# Community Shield 2023
La Community Shield 2023 fue la centésima primera edición de la Community Shield. La disputó el Manchester City como campeón de la Premier League 2022-23 y campeón de la FA Cup 2022-23 y el Arsenal como subcampeón de la Premier League 2022-23. El partido tuvo lugar el 6 de agosto del 2023 en el Estadio de Wembley. El Arsenal se consagró campeón de esta edición al ganar (4-1) en la tanda de penaltis.

## Participantes
| Manchester City |  |                         |  | Campeón de la Premier League (2022-23) Campeón de la FA Cup (2022-23) |
| Arsenal         |  | Bandera de Gran Londres |  | Subcampeón de la Premier League (2022-23)                             |

## Sede del partido
El partido se jugó en el Wembley Stadium, en Londres, Inglaterra.

## Partido

### Detalles
| 6 de agosto de 2023 | Arsenal                             | 1:1 (0:0) (4:1 p.)         | Manchester City                    | Estadio de Wembley, Londres                               |                                                           |
| 16:00 BST           | Trossard 90+11'                     | Reporte                    | Palmer 77'                         | Asistencia: 81 145 espectadores Árbitro(s): Stuart Atwell | Asistencia: 81 145 espectadores Árbitro(s): Stuart Atwell |
|                     |                                     | Tiros desde el punto penal |                                    |                                                           |                                                           |
|                     | Ødegaard · Trossard · Saka · Vieira |                            | De Bruyne · Bernardo Silva · Rodri |                                                           |                                                           |

### Alineaciones
| 1     | POR   | Aaron Ramsdale     |     |
| 4     | DEF   | Ben White          |     |
| 2     | DEF   | William Saliba     |     |
| 6     | DEF   | Gabriel Magalhães  | 88' |
| 12    | DEF   | Jurriën Timber     | 76' |
| 8     | MED   | Martin Ødegaard    |     |
| 5     | MED   | Thomas Partey      |     |
| 41    | MED   | Declan Rice        | 81' |
| 7     | DEL   | Bukayo Saka        |     |
| 29    | DEL   | Kai Havertz        | 88' |
| 11    | DEL   | Gabriel Martinelli | 75' |
| D. T. | D. T. | Mikel Arteta       |     |

| 18    | POR   | Stefan Ortega  |     |
| 2     | DEF   | Kyle Walker    |     |
| 5     | DEF   | John Stones    |     |
| 3     | DEF   | Rúben Dias     |     |
| 25    | DEF   | Manuel Akanji  |     |
| 16    | MED   | Rodri          |     |
| 8     | MED   | Mateo Kovačić  | 64' |
| 20    | MED   | Bernardo Silva |     |
| 10    | MED   | Jack Grealish  | 58' |
| 19    | MED   | Julián Álvarez |     |
| 9     | DEL   | Erling Haaland | 64' |
| D. T. | D. T. | Pep Guardiola  |     |

| 19 | DEL | Leandro Trossard | 75' |
| 3  | DEF | Kieran Tierney   | 76' |
| 14 | DEL | Eddie Nketiah    | 81' |
| 10 | DEL | Emile Smith-Rowe | 88' |
| 21 | DEF | Fábio Vieira     | 88' |

| 47 | MED | Phil Foden      | 58' |
| 80 | DEL | Cole Palmer     | 64' |
| 17 | MED | Kevin De Bruyne | 64' |

| 90+11' | Leandro Trossard | 1:1 |

| 77' | Cole Palmer | 0:1 |

| Acierto de penal · Acierto de penal · Acierto de penal · Acierto de penal | Martin Ødegaard Leandro Trossard Bukayo Saka Fábio Vieira | 1:0 2:0 3:1 4:1 |

| Fallo de penal · Acierto de penal · Fallo de penal | Kevin De Bruyne Bernardo Silva Rodri | 1:0 2:1 3:1 |

| 18' · 27' · 66' | Thomas Partey Kai Havertz Gabriel Magalhães |

| 32' | Julián Álvarez |

| Principal  | Stuart Atwell  |
| Asistentes | Tim Wood       |
|            | Dan Robathan   |
| Cuarto     | John Brooks    |
| Quinto     | Steve Meredith |

| VAR            | Michael Salisbury |
| Asistentes VAR | Neil Davies       |

|  |                    |     |     |
|  | Tiros              | 7   | 8   |
|  | Tiros a puerta     | 3   | 4   |
|  | Faltas             | 6   | 11  |
|  | Saques de esquina  | 5   | 6   |
|  | Posesión del balón | 45% | 55% |

| 1     | POR   | Aaron Ramsdale     |     |
| 4     | DEF   | Ben White          |     |
| 2     | DEF   | William Saliba     |     |
| 6     | DEF   | Gabriel Magalhães  | 88' |
| 12    | DEF   | Jurriën Timber     | 76' |
| 8     | MED   | Martin Ødegaard    |     |
| 5     | MED   | Thomas Partey      |     |
| 41    | MED   | Declan Rice        | 81' |
| 7     | DEL   | Bukayo Saka        |     |
| 29    | DEL   | Kai Havertz        | 88' |
| 11    | DEL   | Gabriel Martinelli | 75' |
| D. T. | D. T. | Mikel Arteta       |     |

| 18    | POR   | Stefan Ortega  |     |
| 2     | DEF   | Kyle Walker    |     |
| 5     | DEF   | John Stones    |     |
| 3     | DEF   | Rúben Dias     |     |
| 25    | DEF   | Manuel Akanji  |     |
| 16    | MED   | Rodri          |     |
| 8     | MED   | Mateo Kovačić  | 64' |
| 20    | MED   | Bernardo Silva |     |
| 10    | MED   | Jack Grealish  | 58' |
| 19    | MED   | Julián Álvarez |     |
| 9     | DEL   | Erling Haaland | 64' |
| D. T. | D. T. | Pep Guardiola  |     |

| 19 | DEL | Leandro Trossard | 75' |
| 3  | DEF | Kieran Tierney   | 76' |
| 14 | DEL | Eddie Nketiah    | 81' |
| 10 | DEL | Emile Smith-Rowe | 88' |
| 21 | DEF | Fábio Vieira     | 88' |

| 47 | MED | Phil Foden      | 58' |
| 80 | DEL | Cole Palmer     | 64' |
| 17 | MED | Kevin De Bruyne | 64' |

| 90+11' | Leandro Trossard | 1:1 |

| 77' | Cole Palmer | 0:1 |

| Acierto de penal · Acierto de penal · Acierto de penal · Acierto de penal | Martin Ødegaard Leandro Trossard Bukayo Saka Fábio Vieira | 1:0 2:0 3:1 4:1 |

| Fallo de penal · Acierto de penal · Fallo de penal | Kevin De Bruyne Bernardo Silva Rodri | 1:0 2:1 3:1 |

| 18' · 27' · 66' | Thomas Partey Kai Havertz Gabriel Magalhães |

| 32' | Julián Álvarez |

| Principal  | Stuart Atwell  |
| Asistentes | Tim Wood       |
|            | Dan Robathan   |
| Cuarto     | John Brooks    |
| Quinto     | Steve Meredith |

| VAR            | Michael Salisbury |
| Asistentes VAR | Neil Davies       |

|  |                    |     |     |
|  | Tiros              | 7   | 8   |
|  | Tiros a puerta     | 3   | 4   |
|  | Faltas             | 6   | 11  |
|  | Saques de esquina  | 5   | 6   |
|  | Posesión del balón | 45% | 55% |

| 1     | POR   | Aaron Ramsdale     |     |
| 4     | DEF   | Ben White          |     |
| 2     | DEF   | William Saliba     |     |
| 6     | DEF   | Gabriel Magalhães  | 88' |
| 12    | DEF   | Jurriën Timber     | 76' |
| 8     | MED   | Martin Ødegaard    |     |
| 5     | MED   | Thomas Partey      |     |
| 41    | MED   | Declan Rice        | 81' |
| 7     | DEL   | Bukayo Saka        |     |
| 29    | DEL   | Kai Havertz        | 88' |
| 11    | DEL   | Gabriel Martinelli | 75' |
| D. T. | D. T. | Mikel Arteta       |     |

| 18    | POR   | Stefan Ortega  |     |
| 2     | DEF   | Kyle Walker    |     |
| 5     | DEF   | John Stones    |     |
| 3     | DEF   | Rúben Dias     |     |
| 25    | DEF   | Manuel Akanji  |     |
| 16    | MED   | Rodri          |     |
| 8     | MED   | Mateo Kovačić  | 64' |
| 20    | MED   | Bernardo Silva |     |
| 10    | MED   | Jack Grealish  | 58' |
| 19    | MED   | Julián Álvarez |     |
| 9     | DEL   | Erling Haaland | 64' |
| D. T. | D. T. | Pep Guardiola  |     |

| 19 | DEL | Leandro Trossard | 75' |
| 3  | DEF | Kieran Tierney   | 76' |
| 14 | DEL | Eddie Nketiah    | 81' |
| 10 | DEL | Emile Smith-Rowe | 88' |
| 21 | DEF | Fábio Vieira     | 88' |

| 47 | MED | Phil Foden      | 58' |
| 80 | DEL | Cole Palmer     | 64' |
| 17 | MED | Kevin De Bruyne | 64' |

| 90+11' | Leandro Trossard | 1:1 |

| 77' | Cole Palmer | 0:1 |

| Acierto de penal · Acierto de penal · Acierto de penal · Acierto de penal | Martin Ødegaard Leandro Trossard Bukayo Saka Fábio Vieira | 1:0 2:0 3:1 4:1 |

| Fallo de penal · Acierto de penal · Fallo de penal | Kevin De Bruyne Bernardo Silva Rodri | 1:0 2:1 3:1 |

| 18' · 27' · 66' | Thomas Partey Kai Havertz Gabriel Magalhães |

| 32' | Julián Álvarez |

| Principal  | Stuart Atwell  |
| Asistentes | Tim Wood       |
|            | Dan Robathan   |
| Cuarto     | John Brooks    |
| Quinto     | Steve Meredith |

| VAR            | Michael Salisbury |
| Asistentes VAR | Neil Davies       |

|  |                    |     |     |
|  | Tiros              | 7   | 8   |
|  | Tiros a puerta     | 3   | 4   |
|  | Faltas             | 6   | 11  |
|  | Saques de esquina  | 5   | 6   |
|  | Posesión del balón | 45% | 55% |

| 1     | POR   | Aaron Ramsdale     |     |
| 4     | DEF   | Ben White          |     |
| 2     | DEF   | William Saliba     |     |
| 6     | DEF   | Gabriel Magalhães  | 88' |
| 12    | DEF   | Jurriën Timber     | 76' |
| 8     | MED   | Martin Ødegaard    |     |
| 5     | MED   | Thomas Partey      |     |
| 41    | MED   | Declan Rice        | 81' |
| 7     | DEL   | Bukayo Saka        |     |
| 29    | DEL   | Kai Havertz        | 88' |
| 11    | DEL   | Gabriel Martinelli | 75' |
| D. T. | D. T. | Mikel Arteta       |     |

| 18    | POR   | Stefan Ortega  |     |
| 2     | DEF   | Kyle Walker    |     |
| 5     | DEF   | John Stones    |     |
| 3     | DEF   | Rúben Dias     |     |
| 25    | DEF   | Manuel Akanji  |     |
| 16    | MED   | Rodri          |     |
| 8     | MED   | Mateo Kovačić  | 64' |
| 20    | MED   | Bernardo Silva |     |
| 10    | MED   | Jack Grealish  | 58' |
| 19    | MED   | Julián Álvarez |     |
| 9     | DEL   | Erling Haaland | 64' |
| D. T. | D. T. | Pep Guardiola  |     |

| 19 | DEL | Leandro Trossard | 75' |
| 3  | DEF | Kieran Tierney   | 76' |
| 14 | DEL | Eddie Nketiah    | 81' |
| 10 | DEL | Emile Smith-Rowe | 88' |
| 21 | DEF | Fábio Vieira     | 88' |

| 47 | MED | Phil Foden      | 58' |
| 80 | DEL | Cole Palmer     | 64' |
| 17 | MED | Kevin De Bruyne | 64' |

| 90+11' | Leandro Trossard | 1:1 |

| 77' | Cole Palmer | 0:1 |

| Acierto de penal · Acierto de penal · Acierto de penal · Acierto de penal | Martin Ødegaard Leandro Trossard Bukayo Saka Fábio Vieira | 1:0 2:0 3:1 4:1 |

| Fallo de penal · Acierto de penal · Fallo de penal | Kevin De Bruyne Bernardo Silva Rodri | 1:0 2:1 3:1 |

| 18' · 27' · 66' | Thomas Partey Kai Havertz Gabriel Magalhães |

| 32' | Julián Álvarez |

| Principal  | Stuart Atwell  |
| Asistentes | Tim Wood       |
|            | Dan Robathan   |
| Cuarto     | John Brooks    |
| Quinto     | Steve Meredith |

| VAR            | Michael Salisbury |
| Asistentes VAR | Neil Davies       |

|  |                    |     |     |
|  | Tiros              | 7   | 8   |
|  | Tiros a puerta     | 3   | 4   |
|  | Faltas             | 6   | 11  |
|  | Saques de esquina  | 5   | 6   |
|  | Posesión del balón | 45% | 55% |

| Campeón Community Shield 2023 |
| ----------------------------- |
| Arsenal 17.° título           |